# Карлиньос Паулиста
Карлос Аугусто Родригес (порт. Carlos Augusto Rodrigues; род. 5 декабря 1974, Кампинас, Сан-Паулу) или Карлиньос Паулиста (порт. Carlinhos Paulista) или Карлиньос (порт. Carlinhos) — бразильский футболист, защитник.

## Клубная карьера
Начал футбольную карьеру в клубе «Гуарани», где в 1994 году выиграл Кубок Сан-Паулу среди молодёжных команд.
В 1996 году перешёл в «Жувентуде», а спустя год отправился в немецкий «Вальдхоф», выступавший во Второй Бундеслиге. В 1999 году вернулся в Бразилию, став игроком «Фигейренсе», с которым выиграл чемпионат Санта-Катарина.
В 2001 году он перешёл в «Баию», где выиграл Кубок Нордесте и чемпионат Баии. В 2002 году вернулся в «Фигейренсе» и вновь стал чемпионом Санта-Катарины.
В 2005 году пополнил ряды «Санта-Круз», где выиграл чемпионат Пернамбуку и стал вице-чемпионом бразильской Серии B. В 2007 году, перешел в «Корурипи», где стал чемпионом Алагоаса.
В 2009 году перешёл в «Ред Булл Бразил», в составе которой дважды становился чемпионом Серии А3 чемпионата Сан-Паулу (2009 и 2010), кроме того в 2010 году стал обладателем Кубка Паулисты. Однако в 2011 году его контракт с клубом был расторгнут.

## Карьера в сборной
В 1991 году Карлиньос в составе юношеской сборной Бразилии выиграл в чемпионате Южной Америки в Парагвае, а также принял участие в чемпионате мира в Италии.
В 1995 году был вызван в сборную Бразилии (до 23 лет) для участия в Панамериканских играх.
20 декабря 1995 года дебютировал за основную сборную Бразилии в товарищеском матче против Колумбии. В январе 1996 года главный тренер Марио Загало включил его в состав команды для участия в Золотом кубке КОНКАКАФ, где он провёл ещё четыре матча. В феврале того же года Карлиньос стал победителем Предолимпийского турнира КОНМЕБОЛ.